# 心翼果科
心翼果科包括5-7属约43-45种，主要分布在全球热带和南半球温带地区。中国有2属3种，分布在云南、广东一带。臺灣僅有1属1种，即台湾琼榄。
本科植物为攀援草本、灌木或小乔木，有乳汁；单叶互生；花两性，花瓣4-5；果实为核果。
1981年的克朗奎斯特分类法将其列入卫矛目，只包括心翼果属1属3种，1998年根据基因亲缘关系分类的APG 分类法认为本科系属不清，无法列入任何类别，2003年经过修订的APG II 分类法将原属于茶茱萸科的几个属和其合并，将本科列入冬青目。

## 属
- 心翼果属（心羊齿属） Cardiopteris Wall. ex Royle
- Chariessa
- 岩兰草属 Citronella D.Don
- 乔茶萸木属 Dendrobangia Rusby
- 琼榄属 Gonocaryum Miq.
- Leptaulus Benth.
- Metteniusa H.Karst.
- 心翼果属 Peripterygium
- Pseudobotrys Moeser
- Villaresia